# Alkmaarderhout
Alkmaarderhout – wielofunkcyjny stadion, położony w mieście Alkmaar, Holandia. Oddany został do użytku 1948 roku. Od 1967 roku swoje mecze na tym obiekcie rozgrywał zespół Eredivisie - AZ Alkmaar, aż do 2006 roku, kiedy to klub przeniósł się na nowoczesny DSB Stadion. Pojemność stadionu wynosi 8 914 osób.